# Sedlec (Břeclav)
Sedlec es una localidad del distrito de Břeclav en la región de Moravia Meridional, República Checa. 
Se encuentra ubicada al sur de la región, a poca distancia al sur de Brno, y cerca de la orilla del río Dyje —un afluente del río Morava que, a su vez, lo es del Danubio— y de la frontera con Austria y Eslovaquia.

## Demografía
En el censo del año 2001, la población registrada era de 806 habitantes. Para el siguiente censo, en el año 2011, esta ascendió a 837 personas. En el último censo de 2021, 793 eran los habitantes de Sedlec, de los cuales 408 eran hombres y 385 mujeres.